# 비즈니스 성과 관리
비즈니스 성과 관리(business process management)는 운영상 목표 내에서 회사의 전략을 조직적으로 이동하도록 시도하는 관리를 말한다. 전략과 목표가 인식되면 일련의 KPI는 목표 쪽으로의 진척을 측정하도록 한다. 회사의 성과는 회사의 전사적 데이터베이스 시스템으로부터 이끌어지는 정보와 함께 측정한다.
비즈니스 프로세스 관리(business process management)는 기업에 맞는 프로세스를 최적화 하기 위해 다양한 분석도구와 방법을 제공하는 것을 말한다. BPM의 목적은 조직들이 많은 비즈니스 프로세스를 지속적으로 개선하고 프로세스를 기업 정보시스템의 기본단위로 활용할 수 있도록 하는 것이다. BPM은 과거의 비즈니스 리엔지니어링과 달리 처음부터 정보기술을 염두에 두고 비즈니스 리엔지니어링 아이디어를 추구하고 이를 신속하고 정확하게 구현할 수 있는 장점을 갖고 있다.

## BPM의 단계
1. 비즈니스 프로세스 개선의 필요성을 이해한다.
2. 불필요한 단계, 병목, 비효율적인 프로세스를 분석한다.
3. 새로운 프로세스를 설계한다.
4. 프로세스를 최적화한다.
5. 새로운 프로세스를 시행하고, 지속적으로 측정한다. (프로세스 개선은 지속적인 변화를 요구함)[3]

## 관리 프로그램의 진화
비즈니스 프로세스 관리(BPM)의 웹 2.0 확산이 본격화되면서 최근에는 비즈니스 프로세스 관리(BPM)와 웹 2.0을 결합해 BPM 2.0으로 진화해 가고 있다.
기업의 가치 창출을 위해 웹 2.0 도구들을 기업 경영에 적용하는 것. 미국 하버드 대학교 앤드루 맥아피 교수가 처음 제시한 용어로, 6가지 구성 요소로 검색, 연결, 제작, 태그, 확장성, 신호를 제시하고, 웹 2.0의 기업적 활용 측면을 강조하고 있다.
1981년 마이크로소프트는 멀티태스킹을 지원하는 GUI 기반 운영 프로그램 개발에 착수했는데 2006년에는 에어로 GUI를 적용하고 보안 시스템을 대폭 강화한 윈도우 비스타가 등장했다. ‘홈 베이식 에디션’, ‘홈 프리미엄 에디션’, ‘비즈니스 에디션’, ‘엔터프라이즈 에디션(대기업용)’, 얼티밋 에디션(홈 프리미엄과 엔터프라이즈 통합)’, ‘스타터 에디션(일부 국가에만 출시)’ 등 용도에 따라 총 6개 에디션으로 출시됐다.
웹 2.0과 엔터프라이즈 2.0은 모두 참여와 공유를 기반으로 하지만, 엔터프라이즈 2.0은 기업의 가치 창출이 동반되어야 한다는 점이 달라 웹 2.0으로 총칭되는 블로그, 위키, 매우 간단한 배급(RSS) 등의 인터넷 기술과 문화가 개인적 차원을 뛰어넘어 기업 및 비즈니스 영역으로 파급되면서 소셜 소프트웨어(SW) 플랫폼은 기업의 직원과 외부 파트너, 고객이 함께 이용해 기업 경영과 가치 창출에 기여하게 한다.
엔터프라이즈 2.0 SW는 최소한의 시스템과 자원을 필요로 해 설치와 운영 부담이 적고 인터페이스가 간단해 사용자 교육이 쉬우며, 웹 서비스와 공개 소스를 이용해 시스템 통합 및 유연성이 커지는 특성을 갖고 있다.

## 같이 보기
- 웹 2.0
- 자바 플랫폼, 엔터프라이즈 에디션
- 경영정보시스템

## 참고 자료
- 「서비스 식스시그마 101」, BPM, 윤양석 저, 네모북스(2003년, 320~337p)
- 「비즈니스와 IT의 융합」, 경영혁신, 정희연 저, 이담북스(2010년, 146~155p)